# Cantón de Maubeuge-Sur
El cantón de Maubeuge-Sur era una división administrativa francesa, que estaba situada en el departamento de Norte y la región de Norte-Paso de Calais.

## Composición
El cantón estaba formado por doce comunas, más una fracción de la comuna que le daba su nombre:
- Boussois
- Cerfontaine
- Colleret
- Damousies
- Ferrière-la-Grande
- Ferrière-la-Petite
- Louvroil
- Maubeuge (fracción)
- Obrechies
- Quiévelon
- Recquignies
- Rousies
- Wattignies-la-Victoire

## Supresión del cantón de Maubeuge-Sur
En aplicación del Decreto nº 2014-167 de 17 de febrero de 2014, el cantón de Maubeuge-Sur fue suprimido el 22 de marzo de 2015 y sus 13 comunas pasaron a formar parte; nueve del nuevo cantón de Fourmies y cuatro del nuevo cantón de Maubeuge.